# Ari Behn
Ari Behn Mikael (né Bjørshol, 30 tháng 09 năm 1972 – 25 tháng 12 năm 2019) là một nhà văn người Na Uy và là chồng của Märtha Louise của Na Uy, phò mã của vua Harald V của Na Uy. Ông đã viết ba cuốn tiểu thuyết, hai tập truyện ngắn và một cuốn sách về đám cưới của mình. Tuyển tập truyện ngắn năm 1999 của ông Trist som faen ("Buồn như là địa ngục") đã bán trong khoảng 100.000 bản và nhận được nhiều đánh giá tốt. cuốn sách của ông đã được dịch sang tiếng Thụy Điển, tiếng Đan Mạch, tiếng Đức, tiếng Hungary, tiếng Iceland và cũng như tiếng Pháp. Vào mùa xuân năm 2011, Ari Behn xuất hiện lần đầu như là một nhà viết kịch.

## Cuộc sống
Behn được sinh ra tại Århus, thành phố lớn thứ hai của Đan Mạch. Ông là con trai cả của Olav Bjørshol (sinh năm 1952) và Marianne Rafaela Solberg (sinh năm 1953). Cả hai cha mẹ của ông là giáo viên đã từng làm việc tại trường Waldorf tại Moss, cha của ông có một trình độ giáo dục tốt, trong khi mẹ của ông đã được đào tạo như một giáo viên. Cha mẹ ông kết hôn vào năm 1973 nhưng ly dị sau chín năm, tuy nhiên, năm 2007, cha mẹ của Ari Behn đã kết hôn một lần nữa.
Ari Bjørshol học tại trường Waldorf tại Moss và được rửa tội tại Cộng đồng Kitô. Ông có bằng cử nhân lịch sử và tôn giáo tại Đại học Oslo.
Behn đạt được một số thành công trong nghề văn chương Na Uy với bộ tác phẩm đầu tiên của truyện ngắn có tựa đề Trist som faen ("Buồn như là địa ngục"), đã nhận được nhiều đánh giá tốt và đã bán được hơn 100.000 bản. Sau đó ông xuất bản hai cuốn tiểu thuyết nữa, tuy nhiên, các ý kiến dành cho những tác phẩm này không được tích cực.

## Hôn nhân và Gia đình
Behn kết hôn với Công Martha Louise vào ngày 24 tháng 05 năm 2002. Cặp đôi đã li dị vào năm 2017. Họ có ba cô con gái: 
- Maud Angelica (sinh năm 2003).
- Leah Isadora (sinh năm 2005).
- Emma Tallulah (sinh năm 2008).

## Tác phẩm
- Trist som faen ("Buồn như địa ngục"), năm 1999, tập truyện ngắn, 93 trang.
- Fra hjerte til hjerte ("Từ trái tim đến trái tim") năm 2002 với sự giúp đỡ từ vợ Martha Louise, là một cuốn sách về đám cưới của họ.
- Bakgård ("sân sau"), 2003.
- Entusiasme og raseri ("Sự nhiệt tình và cơn thịnh nộ"), một tác phẩm lãng mạn mang màu sắc âm nhạc công bố trong tháng 10 năm 2006.
- Vivian Seving vv, 2009.
- Talent for Lykke ("Tài năng với Hạnh phúc"), 2011.